# Темна Вежа VII: Темна Вежа
«Темна Вежа» (англ. The Dark Tower) — завершальний сьомий том з серії романів американського письменника  Стівена Кінга про Темну Вежу, яку Кінг презентує як свій Magnum opus. В США роман опубліковано 21 вересня 2004 році.
Українською мовою роман вийшов у видавництві Книжковий клуб «Клуб сімейного дозвілля» в рамках видавничої серії «Світові бестселери — українською» 2011 року..
Роман отримав Британську премію фентезі в 2005.

## Анотація до книги

### Україна
Остання книга легендарного циклу Стівена Кінга! Тривалі мандри стрільця Роланда добігають кінця. Проте реальний світ і художній настільки переплітаються, що вже самому Кінгу загрожує смертельна небезпека. Ціною надзвичайних зусиль герої рятують життя письменникові, а він  — їм. І нарешті омріяна мета  — Багряного Короля переможено, нога стрільця ступає на сходи Темної вежі, він підіймається дедалі вище. Верхівка Вежі  — фінал історії, геть неочікуваний, не той, якого прагне читач і... навіть сам письменник, а той, що його вимагає надісторія

## Сюжет
Щоб перемогти, Роланду і його друзям треба врятувати від загибелі письменника Стівена Кінга!
Вони роблять це, але ціною життя одного з них. Роланд наблизився до Темної вежі сам, як і бачив це у снах. Стрілець робить останній крок і...

## Український переклад
- Стівен Кінґ. Темна вежа VII: Темна вежа. Переклад з англійської: Олена Любенко; художник: О. Семякін. Харків: Книжковий Клуб «Клуб Сімейного Дозвілля», 2010. 779 с. ISBN 978-966-14-9650-6
  - (2-ге видання) Стівен Кінґ. Темна вежа VII: Темна вежа. Переклад з англійської: Олена Любенко; художник: О. Семякін. Харків: Книжковий Клуб «Клуб Сімейного Дозвілля», 2015. 780 с. ISBN 978-966-14-9650-6